# درمت والش
درمُت والش (انگلیسی: Dermot Walsh؛ ‏ ۱۰ سپتامبر ۱۹۲۴ – ۲۶ ژوئن ۲۰۰۲) بازیگر اهل جمهوری ایرلند بود.
از فیلم‌ها یا برنامه‌های تلویزیونی که وی در آن نقش داشته‌است، می‌توان به نقطه فروپاشی، قلب رازگو، علامت قابیل، جسی، تا سه نشه بازی نشه، کلید و پوآرو اشاره کرد.